# ۱۵ اوت
۱۵ اوت دویست و بیست و هفتمین (در سال‌های کبیسه دویست و بیست و هشتمین) روز سال در گاه‌شماری میلادی است. ۱۳۸ روز تا پایان سال باقی‌است.

## رویدادها
- ۶۳۶ - آغاز جنگ یرموک بین امپراتوری بیزانس و خلافت راشدین
- ۷۱۸ - پایان محاصره دوم قسطنطنیه
- ۹۸۲ - اتوی دوم، امپراتور روم، در نبرد کوپاکولونیا در کالابریا در مقابل اعراب شکست خورد.
- ۱۰۴۰ - شاه دانکن اول در مبارزه با اولین پسر عموی خود و رقیب مکبث کشته شد.
- ۱۰۵۷ - شاه مکبث در نبرد لمفنون توسط نیروهای مالکلوم مک دنچادا کشته شد.
- ۱۱۸۵ - ملکه تامار، فرمانروای گرجستان، شهر سنگی واردزیا را تقدیس کرد.
- ۱۴۶۱ - امپراتور عثمانی بر پنتوس که بخشی از امپراتوری ترابوزان بود، دست‌یافتند.
- ۱۹۴۵ - تسلیم ژاپن در جنگ جهانی دوم
- ۱۹۶۳ - با اعدام هنری جان برنت به اتهام قتل او آخرین شخص نام گرفت که در اسکاتلند اعدام شده‌است.
- ۱۹۷۱ - بحرین مستقل شد.
- ۱۹۷۳ - در جریان جنگ ویتنام، ایالات متحده به بمباران کامبوج پایان داد.
- ۱۹۷۵ - شیخ مجیب الرحمن، رئیس‌جمهور و مؤسس کشور بنگلادش در طی یک کودتای نظامی به همراه خانواده و اعضای دفترش، کشته شد.
- ۱۹۸۴ - پ‌ک‌ک با حمله به مواضع پلیس ترکیه رسماً اقدامات مسلحانه و عملیات‌های چریکی خود را علیه این کشور آغاز کرد.
- ۲۰۰۵ - با امضای پیمان مصالحه بین دولت اندونزی و جدایی طلبان ناحیه آچه، ۲۸ سال جنگ در این منطقه به پایان رسید.
- ۲۰۰۷ - در اثر زلزله‌ای به بزرگی ۸٫۰ ریشتر در غرب پرو، ۵۱۴ تن کشته و بیش از ۱۰۰۰ نفر زخمی شدند.
- ۲۰۱۳ - در اثر انفجار یک خودروی بمب‌گذاری‌شده در نزدیکی یکی از مواضع حزب‌الله لبنان در جنوب بیروت، ۲۷ تن کشته و بیش از ۲۲۰ نفر زخمی شدند.

## زادروزها
- ۱۹۴۵ - ملحم برکات، موسیقی‌دان، خواننده، آهنگساز و بازیگر تئاتر لبنانی

## درگذشت‌ها
- ۴۲۳ - هونوریوس، امپراتور روم غربی
- ۱۱۱۸ - آلکسیوس یکم کومننوس، امپراتور بیزانس
- ۱۹۳۴ - گراتزیا دلددا، نویسنده ایتالیایی
- ۱۹۶۷ - رنه ماگریت، نقاش فراواقع گرای بلژیکی
- ۲۰۱۸ – آجیت وادکار، بازیکن کریکت اهل هند (ز. ۱۹۴۱)